# روبين أنورابي
روبين أنورابي مارتن (بالإسبانية: Rubén Anuarbe Martín)‏ (ولد في 18 يونيو 1981 في مدريد) هو لاعب كرة قدم إسباني ، يلعب لنادي فوينلابرادا في مركز المدافع (إما في السيار أو اليمين).

## وصلات خارجية
- روبين أنورابي على موقع قاعدة بيانات كرة القدم.إي يو (الإنجليزية)
- روبين أنورابي على موقع Soccerway.com (الإنجليزية)

- Alcorcón official profile (بالإسبانية)
- BDFutbol profile
- Futbolme profile (بالإسبانية)
- Transfermarkt profile